# Rat (roman court)
Pour les articles homonymes, voir Rat.
Rat (titre original : Rat) est un roman court de Stephen King paru en 2020 dans le recueil Si ça saigne.

## Résumé
Drew Larson est un professeur de littératures américaine et britannique contemporaines à l'université. Il a écrit six nouvelles, toutes publiées. Sa première, écrite durant ses études à l'université de Boston, a même paru il y a vingt ans dans The New Yorker. Pendant ces vingt dernières années, il a essayé d'écrire trois romans, mais à chaque fois la tentative a été vaine, et la dernière en date s'est même mal terminée puisqu'il a été dépressif à la suite de ce troisième échec. De plus, en brûlant son manuscrit, il a bien failli faire brûler sa maison avec.
En octobre 2018, alors qu'il part à pied de chez lui pour acheter des sandwiches pour sa femme et lui, une scène imaginaire lui vient soudainement à l'esprit, avec une netteté et une précision telles qu'il prend conscience de tenir là une superbe idée de roman. Il en parle immédiatement à sa femme dès qu'il rentre mais celle-ci prend plutôt mal la nouvelle, se rappelant dans quel état était son mari à la suite de sa troisième tentative avortée de roman. Il se rend ensuite chez Al Stamper, son ancien directeur de département à l'université, fraîchement retraité. Ce dernier le félicite pour sa nouvelle idée de roman mais le met également en garde. Il lui confie également être atteint d'un cancer du pancréas mais pense avoir quand même encore du temps devant lui avant d'en décéder.
Après quelques jours de négociation avec sa femme, Drew parvient à la convaincre que le meilleur endroit pour écrire son roman est une cabane forestière que son père possédait près de la frontière entre le Maine et le Canada, et qu'il leur a léguée. Située à plus de cent kilomètres de son foyer, la cabane de feu son père est isolé en pleine forêt. Il prend donc avec lui de quoi se nourrir et se vêtir pendant deux à trois semaines, temps qu'il estime nécessaire pour lancer son roman sur des rails qu'il ne pourra plus quitter. Les premiers jours sont parfaits et sa production hebdomadaire est importante et de qualité. Mais peu à peu, il bute de plus en plus sur des choix de mots ou de tournures de phrase. Cette situation s'est déjà produite dans le passé et c'est ce qui l'a amené à ne pas pouvoir terminer ses trois romans. En parallèle, sa visite le jour d'avant au seul magasin de vivres à la ronde l'a mis en contact avec une personne malade et il a désormais tous les symptômes d'une rhinopharyngite carabinée, y compris la fièvre. Pour couronner le tout, une forte tempête s'abat sur la région et l'électricité et le téléphone sont coupés. Alors qu'il est au plus mal, il entend gratter à sa porte et découvre un rat amoché et frigorifié. Tenté de le tuer afin d'abréger ses souffrances, il le fait entrer et le dépose près de sa cheminée afin qu'il puisse se réchauffer. Il s'endort peu après et, à son réveil, il découvre le rat sur les pages de son manuscrit. Ce dernier s'adresse alors à lui, même si les lèvres du rat sont immobiles. Il lui propose un marché faustien : il l'aide à terminer son roman mais en échange, un proche de Drew doit mourir. Drew refuse, pensant devoir sacrifier sa femme ou un de ses enfants. Mais le rat lui propose d'échanger la vie d'Al Stamper. Le cancer de ce dernier permet à Drew d'accepter la proposition sans trop renier ses principes. Il se rendort un peu plus tard et, à son réveil, le rat a disparu et Drew essaie de se convaincre qu'il ne s'agissait que d'un rêve. Mais ce qui semble également être en train de disparaître, ce sont la tempête, le très gros rhume ainsi que les indécisions face aux choix artistiques lors de ses phases d'écritures. Drew retrouve peu à peu sa productivité du début de son séjour et il rentre bientôt retrouver sa femme et ses deux enfants.
Drew termine son roman au début du mois de décembre. Il le fait lire à sa femme puis à Al Stamper, et tous deux le trouvent très bon, ce dernier pensant même qu'il sera publié et se vendra plutôt bien. La santé d'Al Stamper s'est améliorée, la chimiothérapie semblant avoir un très bon effet contre ses cellules cancéreuses. Cette très bonne nouvelle soulage Drew au plus haut point, ce dernier n'étant toujours pas très rassuré à la suite de son rêve avec le rat.
Au milieu du mois de janvier 2019, Drew fait parvenir son manuscrit à son agent littéraire duquel il reçoit quinze jours après un avis très favorable. À la mi-mars, des enchères sont organisées pour l'achat des droits de publication de son roman et trois des cinq plus gros éditeurs new-yorkais y participent. Putnam emporte l'enchère et Drew reçoit une avance de trois cent cinquante mille dollars. Le même jour, Drew apprend que Al Stamper et sa femme ont eu un accident mortel de voiture. Drew se jure que son premier roman restera éternellement le dernier.

## Adaptation
Le 10 juillet 2020, Deadline Hollywood a annoncé que Ben Stiller a mis une option sur Rat, dans le but d'en produire et diriger une adaptation dans laquelle il jouerait également..